# Sankt Jörgens park, Lund

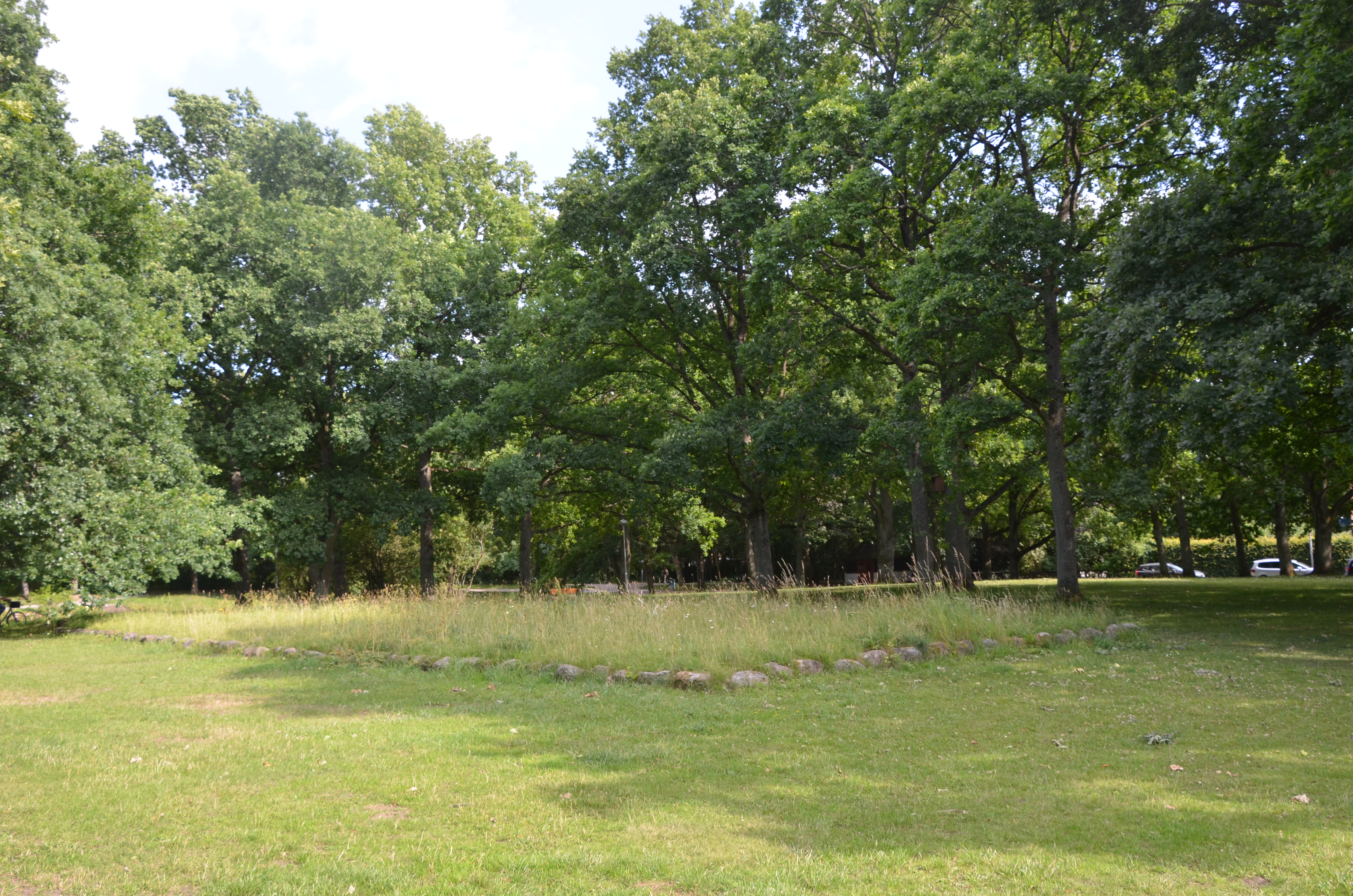
Markeringar med stenar i marken i Sankt Jörgens park, som visar Sankt Jörgens hospitalskyrkas läge och storlek

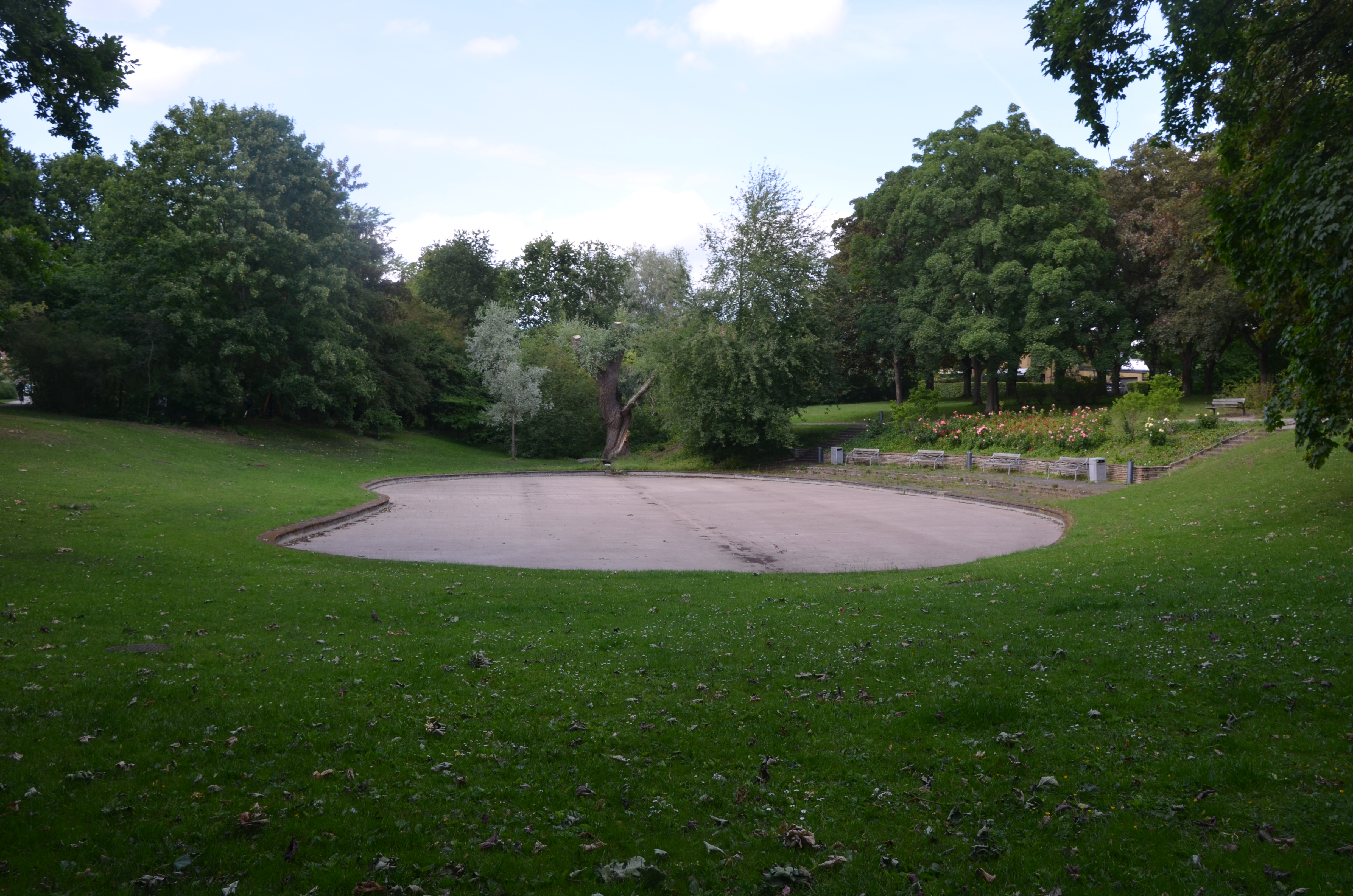
I parken sydligaste del finns en numera torrlagd plaskdamm

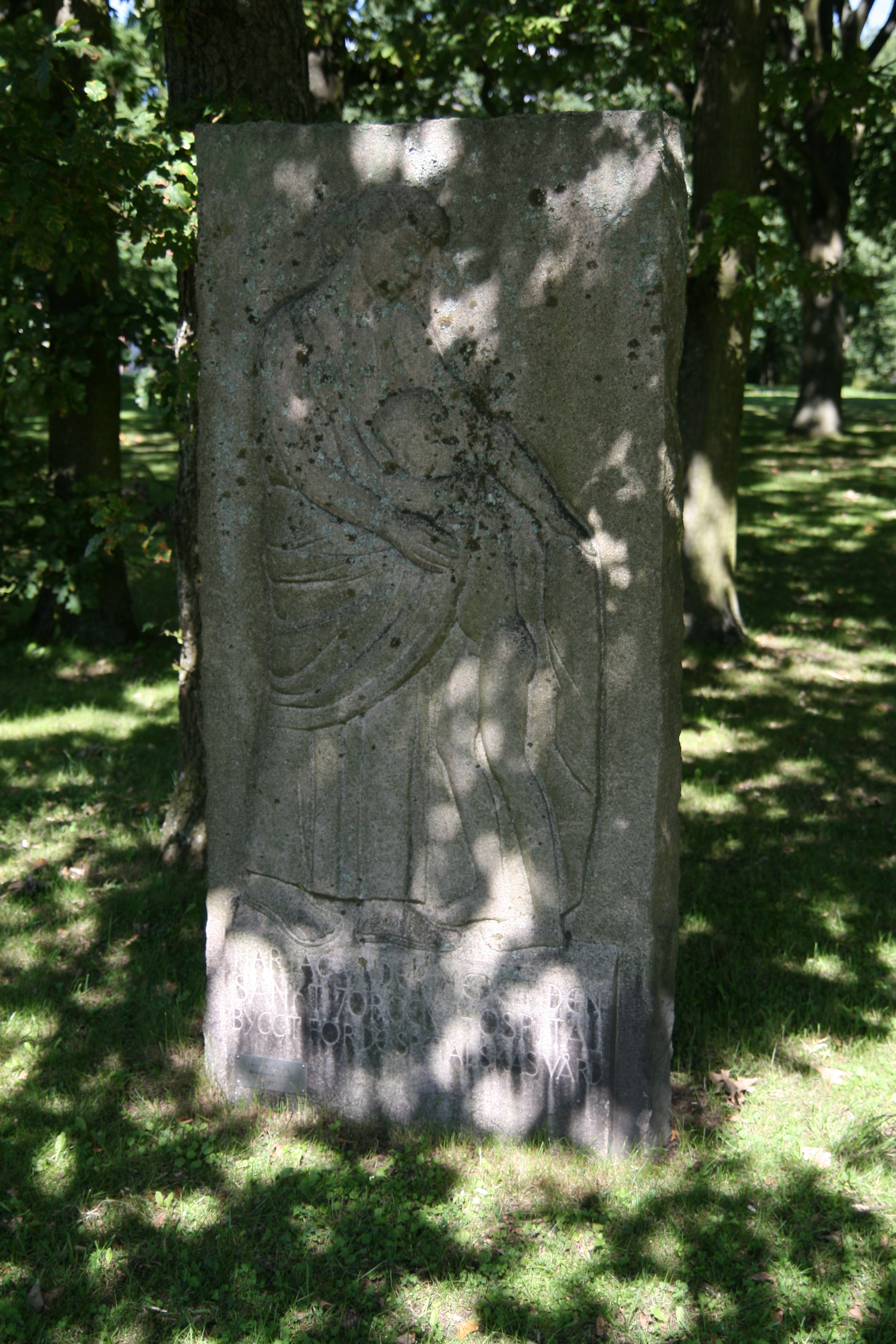
Axel Wallenbergs minnessten över spetälskesjukhuset

Sankt Jörgens park, eller Skönadalsparken som den kallades då den anlades på 1940-talet,  är en park på Galjevången i Lund, norr om Villa Sunna och Hardebergaspåret. Parken utformades av stadsträdgårdsmästare Oscar Ahlström. Arbetet med parken försenades, då det under andra världskriget uppläts lotter för odling sv potatis på platsen.
I Sankt Jörgens park har anlagts en plaskdamm, men denna har varit torrlagd sedan 2006. I parkens sydvästra del låg under medeltiden spetälskesjukhuset Sankt Jörgens hospital med sjukhuskyrkan Sankt Jörgens hospitalskyrka. Där finns ett minnesmärke gjort av Axel Wallenberg från 1953. En bäck rinner genom parken, där det växer bland annat ekar och silverlönnar.

## Stridsledningscentral
Under parken och dammen ligger sedan invigningen 1957 en stor underjordisk, äggformad stridsledningscentral som är beräknad att stå emot en direkt kärnvapenträff. "Ägget" hålls upp i mitten av ett antal stötdämpande metallspröt. Betongväggarna är 1 meter tjocka. Förutom själva ledningscentralen fanns där logement till manskapet, kök, badrum, expeditioner, vattentank osv, sammanlagt många hundra kvadratmeter yta i två plan. Stridsledningscentralen var fullt operabel och bemannad till någon gång in på tidigt 80-tal, sedan övergavs den. Alltsammans bommades igen ett flertal gånger men folk tog sig in ändå. Lokalerna utnyttjades till rejvfester på 90-talet, trots ganska stora problem med fukt/mögelskador. Till slut göts hela ingången igen 2009 med betong så nu kommer ingen in.